# Mamou (regio)
Mamou is een regio in het centraalzuiden van Guinee. De regio heeft een oppervlakte van 16.720 vierkante kilometer. Het bevolkingsaantal werd in 1998 op ruim 610.000 geschat.

## Grenzen
Mamou grenst aan één buurland van Guinee:
- De provincie Northern van Sierra Leone in het zuiden.

De regio heeft verder drie buurregio's:
- Labé in het noorden.
- Faranah in het oosten.
- Kindia in het westen.

## Prefecturen
De regio is verder onderverdeeld in drie prefecturen:
- Dalaba
- Mamou
- Pita

Boké · Conakry · Faranah · Kankan · Kindia · Labé · Mamou · Nzérékoré